# Eureka – Die geheime Stadt
Eureka – Die geheime Stadt ist eine US-amerikanische Fernsehserie, die ab dem 18. Juli 2006 auf dem US-Sender Syfy ausgestrahlt wurde. Sie handelt vom Leben in einer geheimen Siedlung voller Wissenschaftler in Oregon im pazifischen Nordwesten der USA. Sie wurde von Universal Cable Productions produziert und bescherte dem Sender Syfy, damals noch unter dem Namen Sci-Fi Channel, im Jahr 2006 Rekordeinschaltquoten. Die meisten Folgen schrieben Andrew Cosby und Jaime Paglia. Mit der ebenfalls für Syfy produzierten Serie Warehouse 13 gab es jeweils eine Crossover-Episode. In Deutschland wurde Eureka erstmals von ProSieben und Kabel1 ausgestrahlt.
Nachdem zunächst berichtet worden war, dass die Serie mit einer kürzeren sechsten Staffel abgeschlossen werden soll, meldete Syfy am 8. August 2011, dass die Serie wegen steigender Produktionskosten doch schon mit Ablauf der fünften Staffel endet. Das Serienfinale wurde im Juli 2012 bei Syfy erstausgestrahlt.

## Handlung
US Marshal Jack Carter will seine ausgerissene Tochter Zoe nach Los Angeles bringen. Da er an Flugangst leidet, welche er im späteren Verlauf der Serie öfter überwinden muss, fährt er mit dem Auto quer durch die USA. Nach einem Autounfall landet er mit seiner Tochter in der kleinen Stadt Eureka.
Was er nicht weiß: Eureka ist eine eigens von der US-Regierung erbaute Siedlung, um der wissenschaftlichen Elite des Landes Forschungen in aller Ruhe zu ermöglichen. Im Laufe des Pilotfilms wird offenbart, dass der Unfall durch ein fehlgeschlagenes Experiment provoziert wurde, woraufhin Carter durch die Aufklärung des Vorfalls zum Sheriff ernannt wird (sein Vorgänger ist als Folge der Geschehnisse arbeitsunfähig geworden).
Das story-technische Grundgerüst der Serie sind die einzelnen Abenteuer des Protagonisten Jack Carter, der sich mit den außer Kontrolle geratenen, hochmodernen Erfindungen der Wissenschaftler auseinandersetzt, aber innerhalb einer Episode wieder alles hinbiegt.

### Das Artefakt
In der ersten Staffel wird vom Artefakt meist nur als Sektion 5 geredet, erst gegen Ende der Staffel wird das Geheimnis gelüftet, dass sich in Sektion 5 ein Artefakt befindet, von dem keiner genau weiß, was es ist und was es darstellen soll. Im Verlauf der zweiten Staffel wird neben einigen anderen Geheimnissen aufgelöst, dass es wohl älter als der Urknall und wahrscheinlich nur ein Gefäß oder Empfänger eines transdimensionalen Energiefelds sei. Im aktiven Zustand hat es das Aussehen einer irisierenden Sonne; nachdem es durch ein fehlgeschlagenes Experiment gestorben oder kaputtgegangen ist, sieht man in der zweiten Staffel, dass das gesamte Artefakt die Form eines Geflechts und die Oberfläche das Aussehen einer elektrischen Platine hat.

### Das Experiment
Bei dem fehlgeschlagenen Experiment, mit dem die Zusammensetzung des Artefakts untersucht werden sollte, wurden Henry Deacons Freundin Kim Anderson sofort und weitere Protagonisten durch Verstrahlung, die nach einiger Zeit eine spontane Selbstentzündung hervorruft, getötet. Dabei remanifestierte sich die Energie in Allison Blakes autistischem Sohn Kevin, der zufällig in der Nähe war. Dieses Experiment, das zum Ende der ersten Staffel stattfindet, legt den Grundstock für fast die gesamte Handlung der zweiten Staffel. So zerrüttet es die Freundschaft zwischen Henry Deacon und Jack Carter, nachdem Henry versucht hatte, seine Freundin Kim durch eine Zeitreise zu retten, und dabei ein Paradoxon auslöste, dabei aber von Jack aufgehalten wurde. Nathan Stark wird als Leiter von Global Dynamics abgesetzt. Allison Blakes autistischer Sohn mutiert zusehends unter Einfluss des Energiefelds zu einem Übermenschen mit telepathischen Fähigkeiten. Weiterhin wird indirekt durch den Unfall aufgedeckt, dass Beverly Barlow als Spionin für eine unbekannte Gruppierung tätig war.

### Das alte Eureka
Über die Anfänge der Wunderstadt ist bis zum Ende der zweiten Staffel eher wenig bekannt. Zu Beginn der ersten Staffel erwähnt Allison Blake Jack Carter gegenüber, dass Eureka unter Präsident Truman ins Leben gerufen wurde, der damit einer Bitte Einsteins nachkam. Außerdem stellt Pierre Fargo in der siebten Folge der zweiten Staffel fest, dass sich Eureka stark verändert habe, in der Anfangszeit hätte es nur Wellblechhütten gegeben, und das ganze glich seiner Aussage nach eher einer Militärbasis als einer Stadt.
In der dritten Staffel erfährt man immer mehr von den Anfängen der Stadt. In der ersten Episode erzählt Allison Blake Jack Carter, dass Einstein mit einigen anderen Wissenschaftlern Eureka gegründet hat. Mit dem Auftauchen von Eva Thorne werden einige Geheimnisse gelüftet. So öffnet sich plötzlich im Keller der Tesla-Schule eine schwere Eisentür, die in einen riesigen alten Forschungskomplex führt. Schon zu Anfang erkennt man Thornes extremes Interesse an dem Gebäude, denn dort liegt ihre Vergangenheit. In Staffel 4 bekommt man einen Einblick in das alte Eureka: eine Militärbasis. Den Eindruck erhielt man auch schon an einem Ende einer Episode in Staffel 3, als Eva Thorne das Museum schließt und die alten Bänder mit Experimentalwaffentests anschaut.

## Staffeln

### Staffel 1
Die erste Staffel stellt die Haupt- und Nebencharaktere im Rahmen in sich abgeschlossener Episoden vor. Ebenfalls wird das streng geheime Forschungsinstitut des DOD „Global Dynamics“ eingeführt. Inklusive des Pilotfilms hat die erste Staffel zwölf Episoden, in denen im Hintergrund langsam der Plot für die zweite Staffel gesponnen wird. So wird bereits im Pilotfilm die ominöse und hochgeheime Sektion 5 erwähnt. Der Zuschauer wird im Unklaren gelassen, worum es sich bei dieser Sektion 5 handelt. Im Zusammenhang mit dieser Sektion 5 wird in späteren Episoden ein Artefakt erwähnt; allerdings wird erst in der letzten Episode ausführlich auf das Artefakt eingegangen, das in der zweiten Staffel eine wichtige Rolle spielen wird, da bei einem fehlgeschlagenen Experiment Henrys Freundin Kim Anderson ums Leben kommt. Henry wird dabei von Jack beim Versuch aufgehalten, seine Freundin Kim mittels einer Zeitreise zu retten, um ein Paradoxon zu vermeiden.

### Webisodes
Am 25. Juli 2006 veröffentlichte Syfy (damals: SciFi Channel) die erste Webisode samt einer „Prologue“ genannten Folge auf der Internetseite des Sender, wo sie kostenlos betrachtet werden konnten. Weitere Folgen erschienen im Wochenrhythmus. Die gesamte Serie trug den Titel „Hide and Seek“ (dt.: Versteckspiel) und bestand aus insgesamt sieben Episoden und dem Prolog von jeweils etwa zwei Minuten Dauer. Diese Miniserie zeigt die Hauptfiguren bei der Jagd nach einer Art Tier mit humanoider Gestalt, das sich in den Wäldern um Eureka herum verborgen hält und Menschen angreift.

### Staffel 2
Die zweite Staffel ist im Gegensatz zur ersten deutlich durch eine zusammenhängende Rahmenhandlung geprägt und in 13 Episoden aufgeteilt. Die Freundschaft zwischen Henry und Jack ist zerbrochen, Henry hält dies aber vor Jack geheim, nachdem er Jacks Gedächtnis gelöscht hat. Das Artefakt spielt eine immer größere Rolle, nachdem es bei dem fehlgeschlagenen Experiment scheinbar gestorben oder kaputtgegangen ist. Es stellt sich aber heraus, dass das Artefakt nur ein Gefäß oder Empfänger für ein transdimensionales Energiefeld ist, welches sich in Allisons Sohn, Kevin, neu manifestiert. Der Konflikt zwischen Henry und Jack spitzt sich im Laufe der Staffel immer mehr zu, bis er in der letzten Episode der zweiten Staffel durch Henrys Kaperung von „Global Dynamics“, der einen Ausbruch von gefährlichen Krankheitserregern fingiert, eskaliert. Am Ende der letzten Episode wird Kevin durch eine geheime Transportvorrichtung vom Energiefeld getrennt.

### Staffel 3
Zu Beginn der Staffel erscheint die Regierungsbeamtin Eva Thorne zwecks Überprüfung von Kosten und Wirtschaftlichkeit von Eureka und Global Dynamics. Sie wird neben Allison Geschäftsführerin von GD und holt Henry aus dem Gefängnis, der schließlich zum Bürgermeister von Eureka gewählt wird. Am Tag seiner Hochzeit mit Allison verschwindet Nathan in subatomaren Partikeln, als er ein fehlgeschlagenes Experiment aufhalten will. Eva Thorne hegt ein großes Interesse an einer unterirdischen Einrichtung, die in den 1930er Jahren gebaut wurde. Es stellt sich heraus, dass sie damals an einem missglückten Experiment beteiligt war, bei dem durch ihre Schuld einige Menschen ums Leben gekommen sind. Um ihren Fehler zu vertuschen, will sie die Einrichtung zerstören, was jedoch misslingt. Henry Deacon und Jack Carter verhelfen Eva Thorne zur Flucht, was Jack seinen Job kostet, jedoch nur für einen Tag, da Henry als Bürgermeister durch ein altes Gesetz der Stadt Eureka Jacks Entlassung rückwirkend verhindert.
Tess, eine Studienfreundin von Allison Blake, taucht auf und wird neue Leiterin von Sektion 5. Weiterhin taucht Jack Carters schwangere Schwester auf, die sich im Verlauf der Staffel mehr und mehr in Eureka einlebt. Die Rückkehr eines vor 20 Jahren von Henry und Kim gebauten unbemannten Raumschiffs bringt als Fracht eine durch den organischen Bordcomputer hergestellte Kopie von Kim mit.

### Staffel 4
Jack, Jo, Fargo, Allison und Henry gelangen in die Gründungszeit von Eureka. Dort treffen sie auf Dr. Trevor Grant, einen engen Mitarbeiter Einsteins und Mitbegründer von Eureka. Nach einigen Verwicklungen gelangen sie alle, einschließlich Dr. Grant, wieder zurück, müssen jedoch feststellen, dass ihr Erlebnis nicht ohne Konsequenzen für die Zeitlinie geblieben ist. Die Zeitreise hat zum Teil erhebliche Auswirkungen auf das berufliche und private Leben der Menschen in Eureka, die nicht alle erfreulicher Natur sind. Der Versuch, die für den Zeitsprung verantwortliche Maschine zu reparieren, scheitert, so dass eine Korrektur der neuen Zeitlinie nicht mehr möglich ist. Da die militärischen Protokolle für einen solchen Fall eine Isolierung der Beteiligten vorsehen, beschließt die Gruppe, den Vorfall geheim zu halten. Im Laufe der Staffel erfahren aber doch immer mehr Außenstehende von dem Ereignis.
Die Staffel endet mit dem Start eines Raumschiffes, der Astraeus-Mission, das zum Titan, einem Saturn-Mond, fliegen soll. Durch eine offensichtlich externe Übernahme der Software beginnt der Start frühzeitig und neben den geplanten Crewmitgliedern, u. a. Fargo, Grace, Holly und Zane, wird auch Allison, trotz aller Versuche den Start abzubrechen, gezwungen mitzufliegen – an eine durch Änderung der Koordinaten zu Staffelende unbekannte Position. Es ist nicht klar, ob die Personen an Bord überlebt haben.

### Staffel 5
Die fünfte Staffel beginnt mit der Rückkehr des Raumschiffes nach vier Jahren zur Erde. Die Rückkehrer werden unter Quarantäne gestellt und müssen zu ihrem Entsetzen feststellen, dass sich einiges verändert hat; so wird die Stadt von Andy-Robotern kontrolliert und Jo und Jack sind ein Paar und ziehen Allisons Kinder auf. Alle versuchen aber dennoch in ihr altes Leben zurückzufinden. Am Ende der ersten Folge wird jedoch klar, dass diese Welt nicht real ist. Die Wissenschaftler haben die Erde niemals verlassen und wurden stattdessen von Beverly Barlowe und Senatorin Wen gefangen genommen, die sie in Traumsequenzen in einem Computerprogramm gefangen hält. Diese Träume zeigen ihnen Eureka mit ihren persönlichen Albträumen übersät.
Es ist nur ein Monat vergangen seit dem Start und die Suche soll eingestellt werden, doch wollen die Zurückgebliebenen nicht ohne Weiteres aufgeben und setzen ihre Nachforschungen fort. Dank Kevin werden sie fündig und können das Raumschiff in einem Lagerhaus ausmachen. Dort angekommen finden sie jedoch lediglich die Spuren eines eiligen Aufbruchs vor. Währenddessen treten immer wieder ungewollt Störungen in den Träumen auf, ausgelöst durch eine Überlastung des Systems im Zuge der ungeplanten Anwesenheit von Allison Blake im Programm. Holly kommt schließlich dahinter, dass sie und die restlichen Crewmitglieder in einer Computersimulation von Eureka gefangen gehalten werden. Dies wurde von Senatorin Wen veranlasst, um die Crew als eine Art von „biologischen Computern“ zu missbrauchen. Senatorin Wen befürchtet, dass Holly durch diese Entdeckung den weiteren Ablauf der Simulation gefährden könnte. Sie wirft Holly gewaltsam aus der Simulation und tötet sie dadurch anscheinend. Im weiteren Verlauf der Staffel erwecken Fargo und Zane sie als Hologramm wieder zum Leben. Schließlich erstellen sie ihr einen neuen Körper in einem biologischen 3D-Drucker. Am Ende der Staffel soll Eureka zerstört werden, weil Holly durch eine Gehirnwäsche jeden Bewohner der Stadt geklont und an das neuronale Netzwerk angeschlossen hat. Die Regierung lässt Eureka daraufhin schließen, da die Klone Milliarden gekostet haben. Am Ende der letzten Folge taucht Trevor Grant auf und verkündet, dass er Eureka gekauft habe.

## Besetzung und Synchronisation

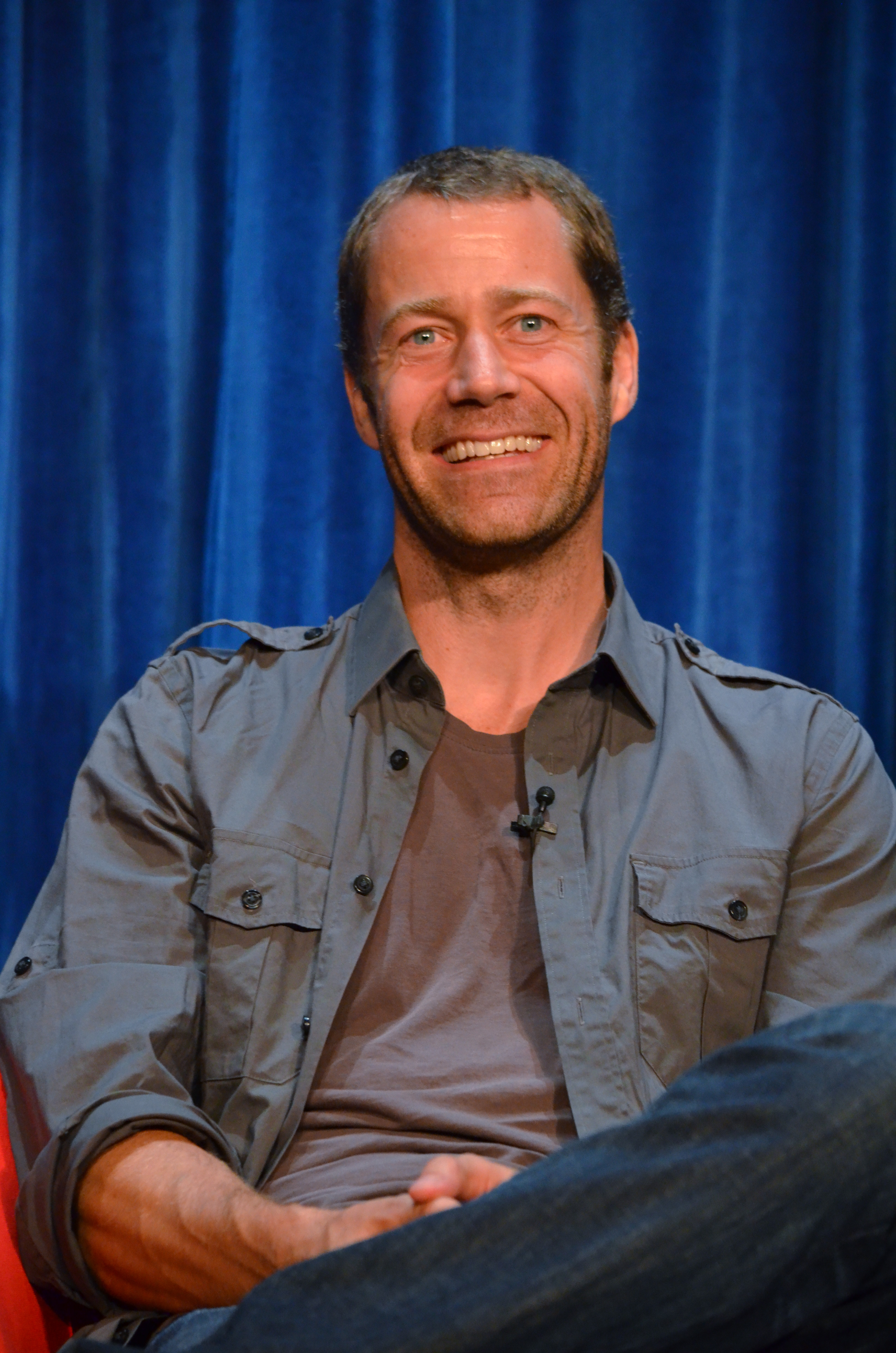
Colin Ferguson

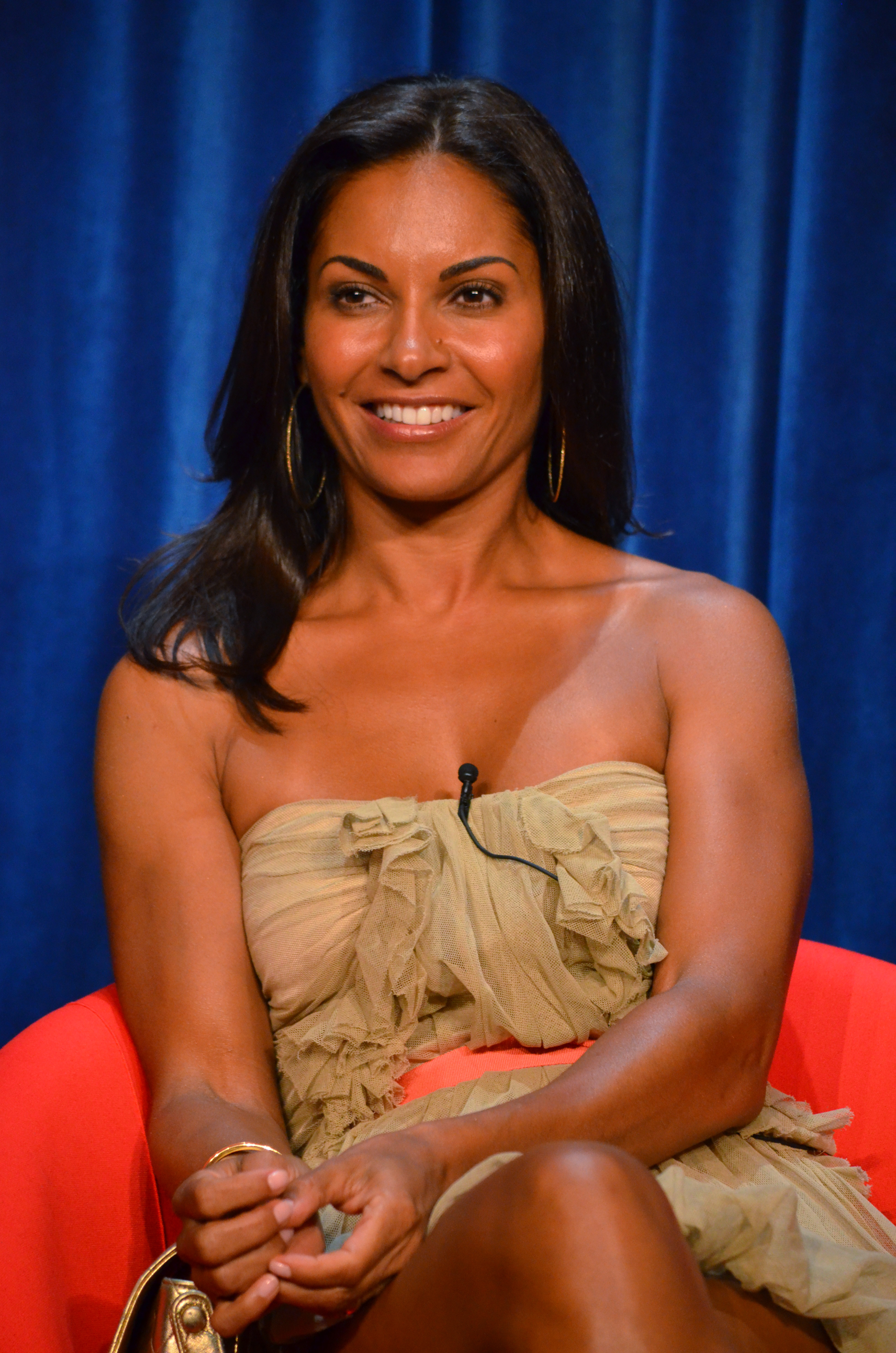
Salli Richardson-Whitfield

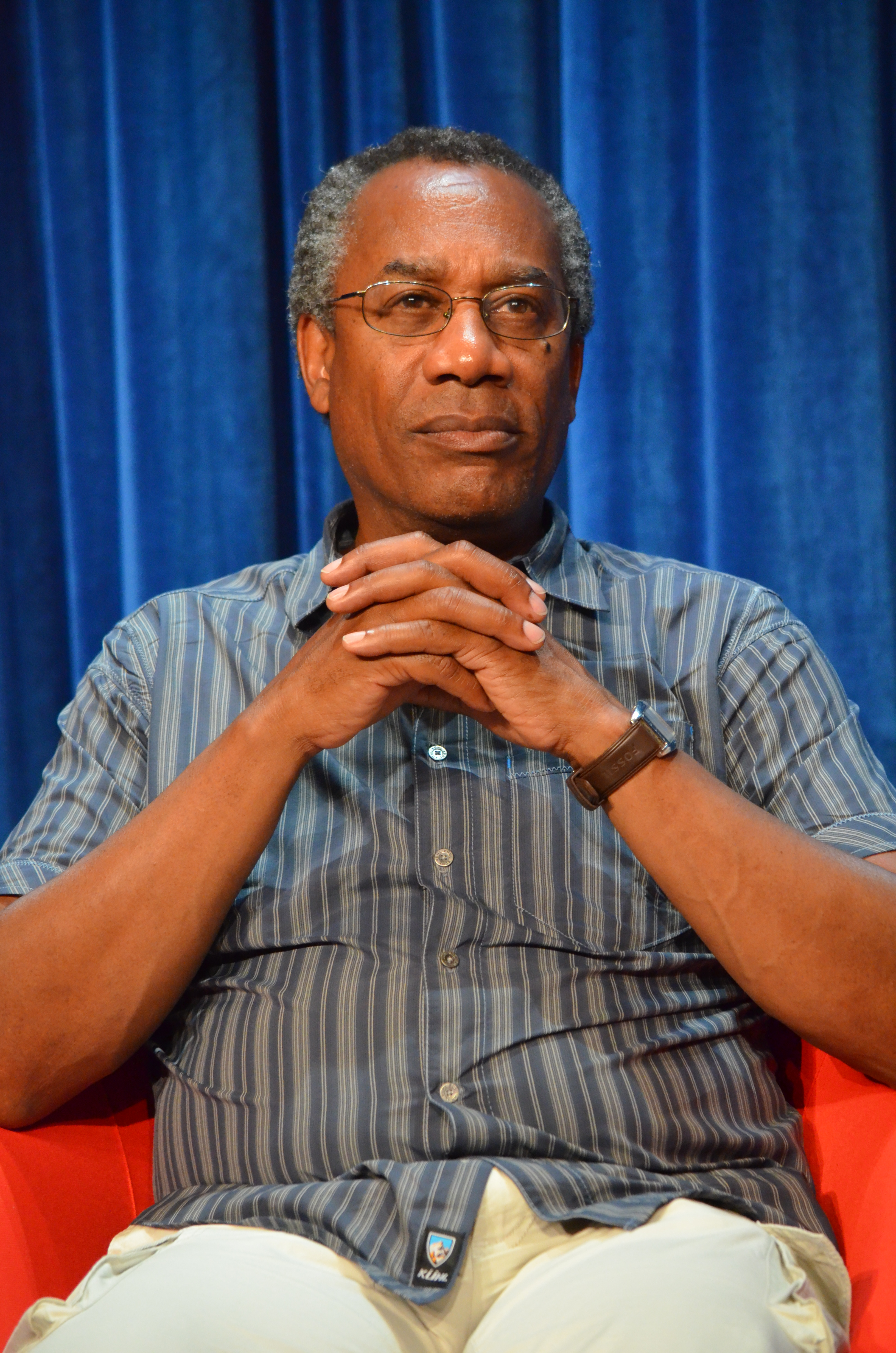
Joe Morton

### Hauptbesetzung
| Darsteller       | Rolle                                  | Hauptrolle | Nebenrolle                       | Synchronsprecher   |
| ---------------- | -------------------------------------- | ---------- | -------------------------------- | ------------------ |
| Colin Ferguson   | Sheriff Jack Carter                    | 1x01–5x13  |                                  | Peter Flechtner    |
| Salli Richardson | Dr. Allison „Allie“ Carter, geb. Blake | 1x01–5x13  |                                  | Sabine Mazay       |
| Joe Morton       | Dr. Henry Deacon                       | 1x01–5x13  |                                  | Peter Reinhardt    |
| Jordan Hinson    | Zoe Carter                             | 1x01–3x18  | 4x04–4x15, 4x21, 5x13            | Kathrin Neusser    |
| Ed Quinn         | Dr. Nathan Stark                       | 1x02–3x05  | 3x16, 4x08                       | Oliver Siebeck     |
| Erica Cerra      | Josefina „Jo“ Lupo                     | 3x01–5x13  | 1x01–2x13                        | Susanne Geier      |
| Neil Grayston    | Dr. Douglas Fargo                      | 3x01–5x13  | 1x01–2x13                        | David Turba        |
| Niall Matter     | Zane Donovan                           | 3x01–5x13  | 2x08–2x13                        | Ozan Ünal          |
| Matt Frewer      | Dr. Jim „Tagg“ Taggart                 | 3x17       | 1x01–2x13, 4x10, 4x19–4x21, 5x13 | Frank-Otto Schenk  |
| James Callis     | Dr. Trevor Grant                       | 4x01–4x09  | 5x13                             | Konstantin Graudus |

### Nebenbesetzung
| Darsteller        | Rolle                  | Staffel   | Folge                  | Synchronsprecher     |
| ----------------- | ---------------------- | --------- | ---------------------- | -------------------- |
| Chris Gauthier    | Vincent                | 1–5       | 1–77                   | Karlo Hackenberger   |
| Meshach Peters    | Kevin „Kev“ Blake      | 1–3       | 1–30                   | Patrick Baehr        |
| Trevor Jackson    | Kevin „Kev“ Blake      | 4–5       | 45–77                  | Patrick Baehr        |
| Neil Grayston     | SARAH (Computerstimme) | 1–5       | 2–77                   | Marion von Stengel   |
| Tamlyn Tomita     | Kim Anderson           | 1–2, 3    | 3, 12–13, 39–40        | Schaukje Könning     |
| Debrah Farentino  | Beverly Barlowe        | 1–2, 4, 5 | 1–25, 50–59, 65–67, 77 | Heidrun Bartholomäus |
| Christopher Jacot | Larry Haberman         | 2–5       | 15–77                  | Robin Kahnmeyer      |
| Vanya Asher       | Lucas                  | 2–3       | 22–44                  | Wilhelm-Rafael Garth |
| Frances Fisher    | Eva Thorne             | 3         | 26–33                  | Rita Engelmann       |
| Ever Carradine    | Lexi Carter            | 3         | 29–38                  | Ulrike Stürzbecher   |
| Ty Olsson         | Deputy Andy            | 3–4       | 35, 46                 | Detlef Bierstedt     |
| Kavan Smith       | Deputy Andy            | 4–5       | 48–77                  | Detlef Bierstedt     |
| Jaime Ray Newman  | Dr. Tess Fontana       | 3–4       | 36–51                  | Nadine Pasta         |
| Tembi Locke       | Dr. Grace Monroe       | 4–5       | 44–77                  | Sabine Falkenberg    |
| Wil Wheaton       | Dr. Isaac Parrish      | 4–5       | 46–77                  | Santiago Ziesmer     |
| Ming-Na Wen       | Senatorin Michaela Wen | 4–5       | 54–68                  | Christin Marquitan   |
| Felicia Day       | Dr. Holly Marten       | 4–5       | 55–77                  | Josephine Schmidt    |

### Gastauftritte
- Barclay Hope als General Mansfield (8 Folgen, 2007–2010)
- Greg Germann als Professor Warren King (Folge 1x01)
- Saul Rubinek als Dr. Carl Carlson (Folge 1x05)
- David Nykl als Dr. Stephen Whiticus (Folge 2x03)
- Olivia d’Abo als Dr. Abby Carter (Folgen 2x03 und 2x04)
- Teryl Rothery als Diane Lancaster (Folge 2x10)
- Lexa Doig als Dr. Anne Young (Folgen 2x11 und 3x03)
- Michael Shanks als Christopher Dactylos (Folge 2x12)
- Alan Ruck als Dr. Hood (Folge 3x03)
- Jeff Pangman als Duncan (Folgen 3x11 und 3x12)
- Allison Scagliotti als Claudia Donovan (Folge 4x05)
- Stan Lee als Dr. Lee (Folge 4x13)
- Aaron Douglas als Ray Darlton (Folge 4x18)
- Grant Imahara als Poindexter (Folge 5x13)

## Reichweite
Die Premiere der Serie in den USA wurde von 4,6 Millionen Zuschauern gesehen. Damit schaffte die Serie den meistgesehenen Serienstart in der Sendergeschichte.
Ein Jahr später wurde die Premiere der zweiten Staffel in den USA von 2,5 Millionen Zuschauern gesehen.
Die Premiere der dritten Staffel in den USA wurde von 2,8 Millionen Zuschauern gesehen.
In Deutschland erreichte sie nach einem sehr guten Start Einschaltquoten über dem Senderschnitt.

## Ausstrahlung

### Vereinigte Staaten
In den USA startete die erste Staffel am 18. Juli und endete am 3. Oktober 2006. Die zweite Staffel wurde vom 10. Juli 2007 bis zum 2. Oktober 2007 ausgestrahlt. Syfy wollte auf Grund des Drehbuchautorenstreiks 2007/2008 die Episodenzahl der dritten Staffel von 13 auf 21 anheben, letztlich wurden es aber nur 18. Die ersten acht Episoden wurden auf dem Sender zwischen dem 29. Juli und dem 23. September 2008 gezeigt. Die restlichen zehn Folgen wurden vom 10. Juli bis zum 18. September 2009 ausgestrahlt. Die vierte Staffel lief ab dem 9. Juli 2010 auf Syfy.
Am 17. August 2010 verlängerte Syfy Eureka um eine fünfte und zugleich auch letzte Staffel. Die Ausstrahlung dieser Staffel erfolgte vom 16. April bis zum 16. Juli 2012 auf Syfy.

### Deutschland
Im Pay-TV ist die Serie auf dem deutschen Pay-TV-Sender Syfy zu sehen.
Im Free-TV wurde die erste Staffel zwischen dem 25. Februar und dem 26. Mai 2008 auf ProSieben ausgestrahlt. Die zweite Staffel wurde zwischen dem 30. Juni und dem 22. September 2008 ausgestrahlt. Die dritte Staffel startete am 6. Juli 2009 ebenfalls bei ProSieben, allerdings wurde die Ausstrahlung nach der sechsten Folge der Staffel am 10. August 2009 bereits wieder eingestellt. Am 12. Juli 2010 setzte ProSieben die Ausstrahlung der dritten Staffel fort, wollte sie aber mit der sechzehnten Folge der Staffel am 13. September 2010 wieder beenden. Später entschied man jedoch, die gesamte Staffel zu zeigen. Diese endete mit einer Doppelfolge am 20. September 2010. Die vierte Staffel wurde zwischen dem 11. April 2011 bis zum 30. Januar 2012 auf ProSieben gesendet.
Die fünfte Staffel wurde erneut ab dem 27. August 2012 auf ProSieben gesendet.
ProSieben nahm die Serie bereits ab dem 24. September 2012, nach Folge 5 der fünften Staffel aufgrund von schlechten Quoten wieder aus dem Programm. Ein Termin für die Ausstrahlung der restlichen Episoden steht noch nicht fest.
Syfy hat im März 2013 die komplette fünfte Staffel einschließlich des Serienfinales in deutscher Sprache ausgestrahlt.
Nachdem die fünfte Staffel von ProSieben vorzeitig aus dem Programm genommen wurde, strahlte Kabel1 die restlichen acht Episoden ab dem 16. Mai 2013 aus. Wegen schlechter Quoten wollte Kabel1 jedoch die Serie schnellstmöglich hinter sich haben und sendete die letzten 5 Folgen zusammen am 13. Juni ab 22:45 Uhr bis nachts um 02:20 Uhr.

## Sonstiges
- Die Grundidee von Folge 4 der zweiten Staffel ist stark an Folge 5 der vierten Staffel von Star Trek: Das nächste Jahrhundert angelehnt: Nacheinander verschwinden immer mehr Menschen in der Umgebung eines Hauptcharakters in einem Licht; es ist, als hätten sie nie existiert; die logischen Fehler (wie die große Anzahl der Bürogebäude in Eureka bzw. Anzahl der Kabinen in Star Trek, von denen logischerweise irgendwann sehr viele leerstehen) werden von anderen Figuren als ganz natürlich und logisch erklärbar angesehen, und die Lösung besteht am Ende darin, dass der Charakter selber das Licht betritt.
- In einem Interview bestätigte Hauptdarsteller Ed Quinn ein Gerücht, nach dem seine Rolle („Nathan Stark“) von der Comicfigur Tony Stark inspiriert sei, dem Iron Man im gleichnamigen Comic von Marvel. Abgesehen vom Nachnamen und einer optischen Ähnlichkeit lassen sich noch weitere Parallelen zwischen den Figuren ziehen, so sind etwa beide Figuren Leiter eines Unternehmens, welches Waffen für die Regierung herstellt, und in der Folge „Einmal im Leben“ sieht man, wie Nathan Stark eine Firma mit dem Namen Stark Industries leitet -- das ist auch der Name von Tony Starks Firma. Die Ähnlichkeit der Figuren rühre daher, dass Andrew Cosby, Autor und Produzent von Eureka, ein großer Fan von Iron Man sei.[16]
- Grant Imahara, ein Mitglied des Bauteams der TV-Serie Mythbusters, hat in der Episode 13 der 5. Staffel einen Cameoauftritt mit dem Roboter Emo aus einer früheren Episode der Serie. Bei den Mythbusters war Imahara unter anderem für den Bau von Robotern aller Art zuständig. Außerdem trat er auch als Konstrukteur von Kampfrobotern in der britischen TV-Serie Robot Wars auf, in der Roboter in Duellen gegeneinander antreten.
- Die Endsequenz der letzten Staffel, in der Jack und seine Tochter Zoe aus der Stadt fahren, zeigt wie sie sich selbst begegnen, als sie das erste Mal nach Eureka einfahren.
- Die Serie beinhaltet zum Teil deutliche Produktplatzierungen, die nur dürftig in die Handlung eingebaut werden.
  - In einer Folge schwärmt Deputy Jo Lupo ausführlich von ihrem neuen Subaru-Impreza-Dienstwagen. Durch die Handlung nur oberflächlich begründet, werden technische Einzelheiten wie Beschleunigungswerte und sonstige Leistungsmerkmale aufgezählt, und diverse Figuren äußern sich ausführlich lobend über das Auto. In der deutschen Synchronisation wurde dies zum Teil entschärft.
  - In einigen Folgen werden Cisco-Videokonferenz- und SIP-Telefone prominent gezeigt – mit zum Teil bildschirmfüllenden Einblendungen des Firmennamens.
  - Auch Geräte der Firma Logitech treten teilweise als echte, teilweise aber auch als fiktive Produkte auf.
  - In anderen Folgen wird ein bestimmtes Männerdeodorant mehrmals gezeigt. Teilweise wird eine Deopackung in Großaufnahme auf einem Labortisch bei Global Dynamics gezeigt.
  - Das Markenzeichen der Firma Apple wird wiederholt unauffällig in Szene gesetzt.
- Am 31. März 2012 wurden Originalrequisiten aus der Serie über Julien's Auctions versteigert.[17]
- Joe Morton, Saul Rubinek, Erica Cerra und Niall Matter, die in Warehouse 13 und Eureka Hauptrollen übernehmen, wurden in der jeweils anderen Serie in Nebenrollen eingesetzt. Im Fall von Joe Morton wird auch der gleiche Synchronsprecher verwendet. Die vier begegnen sich in den Crossover-Episoden allerdings nie.